# Alrun Hofert
Alrun Hofert (* 1994 in Breisach am Rhein) ist eine deutsche Schauspielerin.

## Leben
Alrun Hofert wuchs in der Nähe von Freiburg im Breisgau auf. Nach ihrem Abitur 2012 machte sie ein Freiwilliges soziales Jahr in einem Wohnheim für geistig behinderte Menschen. Zwischen 2014 und 2017 studierte sie Schauspiel an der Hochschule für Musik und Darstellende Kunst Frankfurt am Main. Bereits während ihres Studium gastierte sie am Schauspiel Frankfurt in Amélie Niermeyers Inszenierung Gefährliche Liebschaften und in Susanne Wolffs Shoot/Katzelmacher/Repeat. Weitere Stationen folgten am Staatstheater Mainz und am Staatstheater Darmstadt.
Nach ihrem Studium war sie ab 2017 für zwei Jahre festes Ensemblemitglied am Theater Bielefeld. Dort arbeitete sie u. a. mit der Regisseurin Mareike Mikat zusammen, die 2018 Charlys Tante von Hans Gnant nach Brandon Thomas inszenierte.
Zur Spielzeit 2019 engagierte sie Intendantin Sonja Anders an das Schauspiel Hannover. Hofert wirkte in der Spielzeiteröffnung in Laura Linnenbaums Zeit aus den Fugen von Philip K. Dick mit. 2020 war sie in Stephan Kimmigs Inszenierung von Dance Nation (Clare Barron) zu sehen. In Annette, ein Heldinnenepos von Anne Weber stand Hofert 2022 in der Regie von Lily Sykes neben Corinna Harfouch und Mohamed Achour auf der Bühne.
Hofert hat das Klippel-Feil-Syndrom.

## Theater (Auswahl)
- 2014: Gefährliche Liebschaften, Regie: Amélie Niermeyer, Schauspiel Frankfurt
- 2016: No love No fear, Regie: Jens Roth, Staatstheater Mainz/Staatstheater Darmstadt[3]
- 2016: Bilder deiner großen Liebe von Wolfgang Herrndorf, Kellertheater Köln/Theater Oberhausen[8][9]
- 2017: 1984 von George Orwell, Regie: Christian Schlüter, Theater Bielefeld[10]
- 2017: Ellenbogen von Fatma Aydemir, Regie: Dariusch Yazdkhasti, Theater Bielefeld[11]
- 2018: Väter und Söhne von Iwan Sergejewitsch Turgenew, Regie: Michael Heicks, Theater Bielefeld[12]
- 2019: Wie es euch gefällt von William Shakespeare, Regie: Christian Schlüter, Theater Bielefeld[13]
- 2021: Was ihr wollt von William Shakespeare, Regie: Ronny Jakubaschk, Schauspiel Hannover[14]
- 2021: Klimatrilogie von Thomas Köck, Regie: Marie Bues, Schauspiel Hannover[15]
- 2022: Bitch, I'm a Goddess von Anne Carson, Regie: Guy Weizman, Schauspiel Hannover[16]

## Auszeichnungen
- 2020: Weiter so! Förderpreis als beste Nachwuchsschauspielerin[17]